# Boom du vélo
 (septembre 2024).
Si vous disposez d'ouvrages ou d'articles de référence ou si vous connaissez des sites web de qualité traitant du thème abordé ici, merci de compléter l'article en donnant les références utiles à sa vérifiabilité et en les liant à la section « Notes et références ».
 (avril 2024).
La mise en forme du texte ne suit pas les recommandations de Wikipédia : il faut le « wikifier ».
Les points d'amélioration suivants sont les cas les plus fréquents. Le détail des points à revoir est peut-être précisé sur la page de discussion.
- Les titres sont pré-formatés par le logiciel. Ils ne sont ni en capitales, ni en gras.
- Le texte ne doit pas être écrit en capitales (les noms de famille non plus), ni en gras, ni en italique, ni en « petit »…
- Le gras n'est utilisé que pour surligner le titre de l'article dans l'introduction, une seule fois.
- L'italique est rarement utilisé : mots en langue étrangère, titres d'œuvres, noms de bateaux, etc.
- Les citations ne sont pas en italique mais en corps de texte normal. Elles sont entourées par des guillemets français : « et ».
- Les listes à puces sont à éviter, des paragraphes rédigés étant largement préférés. Les tableaux sont à réserver à la présentation de données structurées (résultats, etc.).
- Les appels de note de bas de page (petits chiffres en exposant, introduits par l'outil «  Source ») sont à placer entre la fin de phrase et le point final[comme ça].
- Les liens internes (vers d'autres articles de Wikipédia) sont à choisir avec parcimonie. Créez des liens vers des articles approfondissant le sujet. Les termes génériques sans rapport avec le sujet sont à éviter, ainsi que les répétitions de liens vers un même terme.
- Les liens externes sont à placer uniquement dans une section « Liens externes », à la fin de l'article. Ces liens sont à choisir avec parcimonie suivant les règles définies. Si un lien sert de source à l'article, son insertion dans le texte est à faire par les notes de bas de page.
- La présentation des références doit suivre les conventions bibliographiques. Il est recommandé d'utiliser les modèles {{Ouvrage}}, {{Chapitre}}, {{Article}}, {{Lien web}} et/ou {{Bibliographie}}. Le mode d'édition visuel peut mettre en forme automatiquement les références.
- Insérer une infobox (cadre d'informations à droite) n'est pas obligatoire pour parachever la mise en page.

Pour une aide détaillée, merci de consulter Aide:Wikification.
Si vous pensez que ces points ont été résolus, vous pouvez retirer ce bandeau et améliorer la mise en forme d'un autre article.

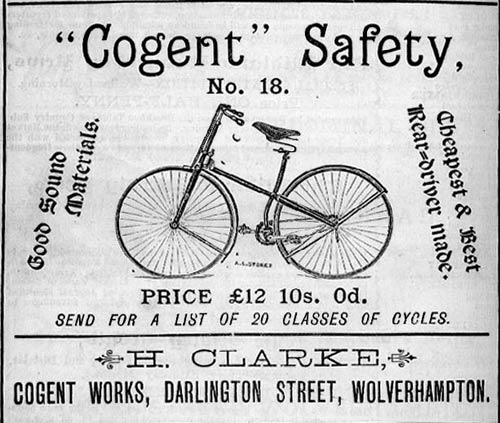
Une publicité pour un vélo de sécurité qui allait provoquer le grand boom des années 1890, coûtant 12 £ 10s.

Le boom du vélo ou l'engouement pour le vélo est désigne le phénomène d'enthousiasme, de popularité et de ventes accrus pour le vélo. Plusieurs périodes historiques ont été particulièrement marquées par un engouement pour la bicyclette. Les exemples marquants incluent 1819 et 1868, ainsi que les années 1890 et 1970 – cette dernière décennie surtout en Amérique du Nord – et les années 2010 au Royaume-Uni. La pandémie de covid-19 et les différents confinements entraîne un nouveau boom du vélo en 2020.

## 1819

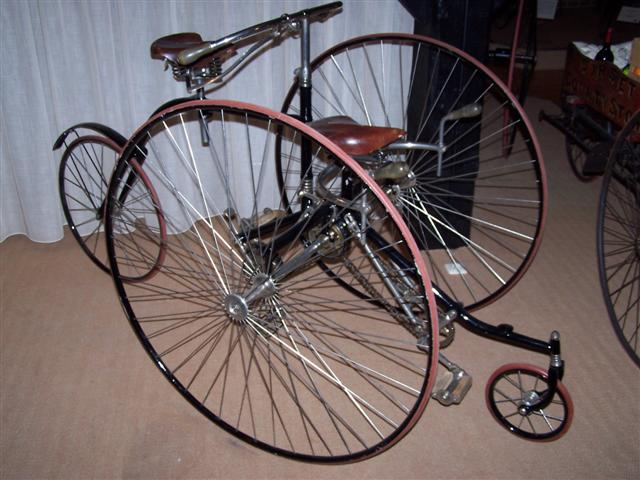
Quadricycle

La première période que l'on peut qualifier d'engouement pour le vélo fait référence à un précurseur du vélo qui était propulsé en étant poussé avec les pieds lorsque le cavalier chevauchait l'engin et n'avait pas de pédales. Cette machine a été inventée par le baron Karl von Drais en Allemagne et était appelée "draisienne" (français) ou "draisine" (anglais) d'après son nom, un "vélocipède" (terme latin pour " pied rapide "), un "cheval de loisir", ou encore un "cheval dandy", ce dernier nom étant peut-être le plus populaire. Drais a obtenu un brevet pour son invention en 1818, et l'engouement a balayé l'Europe et les États-Unis au cours de l'été 1819 pendant que de nombreux fabricants (notamment Denis Johnson de Londres ) copiaient la machine de Drais ou créaient leurs propres versions, puis disparaissaient rapidement car les piétons ont commencé à se sentir menacés par les machines et les municipalités ont adopté des ordonnances interdisant leur utilisation.
Au cours des 43 années suivantes, principalement en Angleterre, les inventeurs continuèrent à explorer le concept de transport à propulsion humaine mais sur des véhicules à trois ou quatre roues (appelés respectivement « tricycles » et « quadricycles »), considérés comme plus stables puisqu'ils n'avaient pas besoin de l'équilibre nécessaire pour les véhicules à deux roues. Mais aucun d’entre eux n’a atteint une grande popularité.

## Années 1860 et 1870
Au début des années 1860, le premier véritable vélo a été créé à Paris, en France, en fixant des manivelles et des pédales rotatives au moyeu de la roue avant d'une draisienne. Les frères Olivier reconnaissent le potentiel commercial de cette invention et nouent un partenariat avec le forgeron et fabricant de vélos Pierre Michaux, reprenant pour l'entreprise le nom de Michaux, déjà célèbre parmi les amateurs de ce nouveau sport. Ils commencèrent la première production en série de vélos (encore appelés « vélocipèdes ») en 1868, alors que le premier véritable engouement pour le vélo avait commencé l'année précédente, atteignant son plein essor dans toute l'Europe et l'Amérique en 1868 et 1869. Mais exactement comme pour la draisienne, les piétons s'en plaignent et l'engouement s'est à nouveau rapidement estompé. Un autre facteur de leur disparition était le trajet extrêmement inconfortable, en raison du cadre rigide en fer forgé et des roues en bois entourées de pneus en fer. – cela a conduit au nom péjoratif de « boneshaker » ("secoueur d'os"), qui est encore utilisé aujourd'hui pour désigner ce type de vélo.
Encore une fois, l’Angleterre fut le seul endroit où le concept resta populaire au début des années 1870. Mais la conception a radicalement changé avec la roue avant devenant de plus en plus grande et de nombreuses autres améliorations rendant la conduite plus confortable. Ce type de vélo était connu à l'époque sous le nom de « l'ordinaire », mais les gens ont ensuite commencé à l'appeler un « penny-farthing » (Grand bi) en raison de la ressemblance de la taille de ses roues avec les plus grandes et les plus petites pièces de cuivre anglaises de l'époque ; on l'appelle également "high-wheel" (littéralement "roue-haute"). La taille de la roue avant a rapidement atteint 1,5 mètres et les vélos étaient considérés par le grand public comme très dangereux. De plus, ils étaient chers et les cavaliers étaient donc pour la plupart de jeunes hommes riches qui formaient une confrérie d'élite. Néanmoins, des courses de vélos ont été organisées et ont attiré de nombreux spectateurs, ce qui a suscité un intérêt pour les véhicules à grande roue dans le monde entier en raison des colonies britanniques, à la fin de la décennie. Albert Pope a acheté le brevet original de Lallement et a créé son vélo « Columbia » aux États-Unis en 1878, avant de fabriquer des milliers de vélos.

## Années 1890

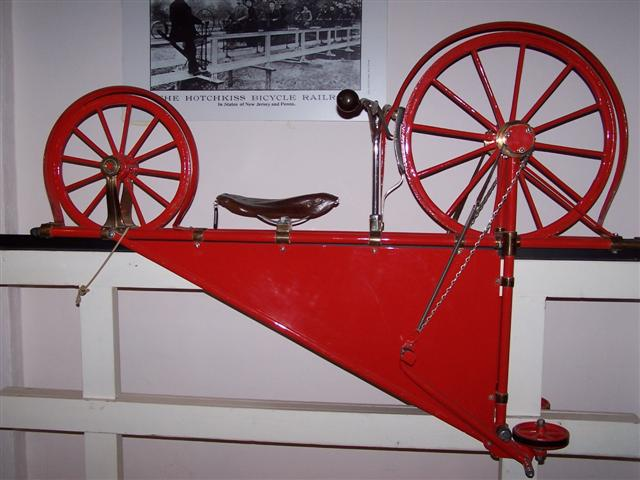
La bicyclette sur rail de Smithville – 1892-1898

Le premier boom du vélo aux États-Unis a lieu en 1895.

## XXesiècle
Dans les années 1970, les États-Unis connaissent une résurgence de l'utilisation du vélo,,.

## XXIesiècle

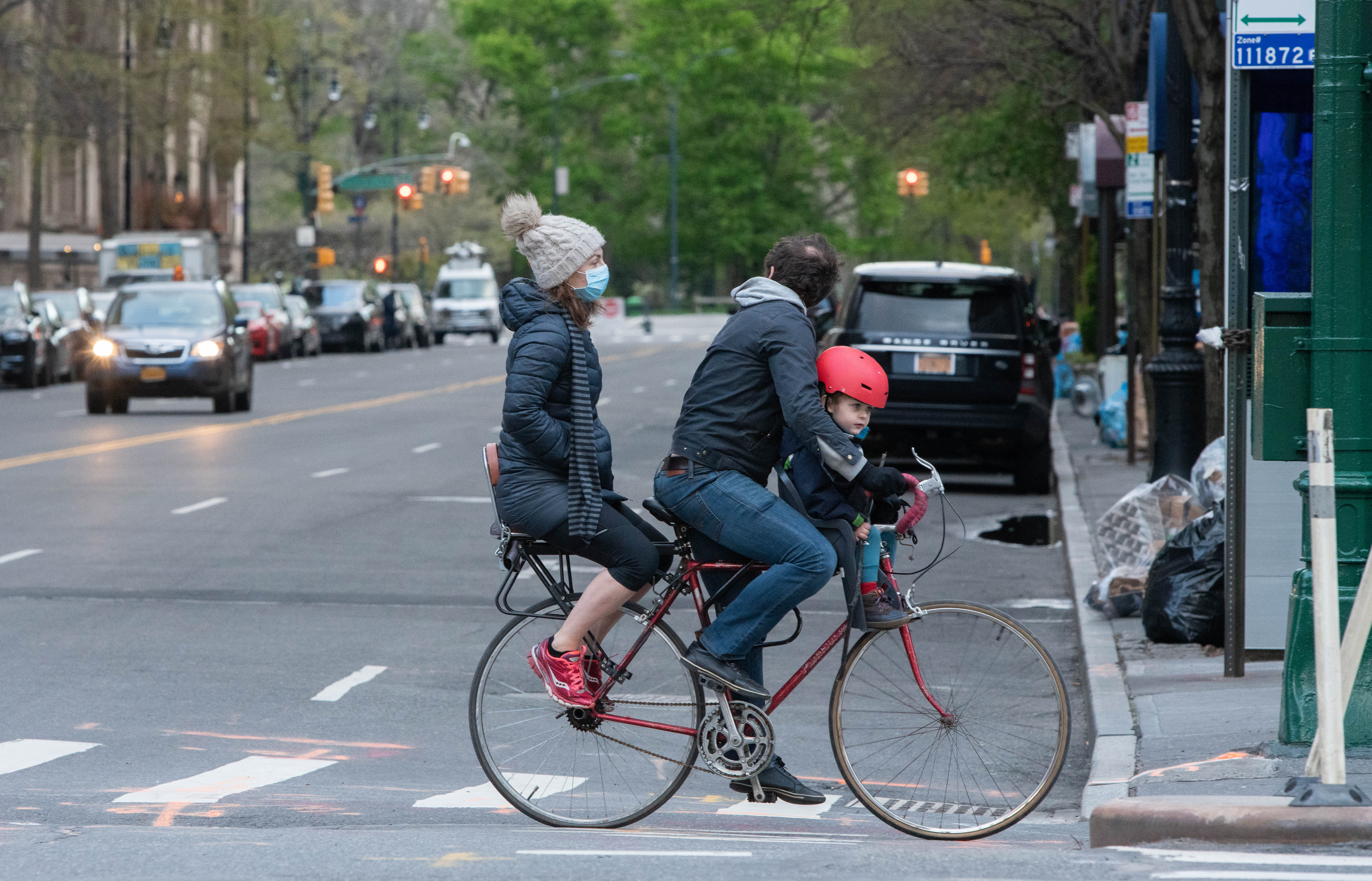
Trois personnes à vélo à New York pendant l'épidémie de covid-19.

Pendant la pandémie de covid-19 et les différents confinements de population à travers le monde, le vélo gagne en popularité comme moyen de déplacement permettant une certaine distanciation sociale, fournissant une alternative aux transports en commun. Aux Etats-Unis, les ventes de vélo connaissent en 2020 leur plus forte croissance depuis le choc pétrolier de 1973. Les vélos électriques sont fortement recherchés.
La demande en vélos est tellement forte que les magasins ne peuvent pas s'approvisionner assez vite pour répondre aux clients ; de plus, les chaînes d'approvisionnement sont perturbées par la pandémies, de nombreuses usines étant situées en Asie. En plus d'être un moyen de transport pratique, le vélo est pour beaucoup de gens une façon de maintenir une activité sportive, alors que de nombreuses salles de sports et piscines sont fermées pendant les confinements. En outre, des aides gouvernementales à l'achat d'un vélo sont mises en place en Italie et en France.